# Isolepis minuta
Isolepis minuta är en halvgräsart som först beskrevs av William Bertram Turrill, och fick sitt nu gällande namn av Jean Raynal. Isolepis minuta ingår i släktet borstsävssläktet, och familjen halvgräs. Inga underarter finns listade i Catalogue of Life.